# Deep Cuts, Volume 2 (1977-1982)
Deep Cuts, Volume 2 (1977-1982) è una raccolta dei Queen, la seconda di tre parti, pubblicata dalle case discografiche Island/Universal nel 2011 in occasione del quarantennale della band e della rimasterizzazione in digitale di tutti i loro album. La raccolta contiene i brani meno noti del gruppo appartenenti ai 5 album in studio pubblicati tra il 1977 e il 1982 (News Of The World, Jazz, The Game, Flash Gordon e Hot Space).

## Tracce
1. Mustapha – 3:01 (Mercury)
2. Sheer Heart Attack – 3:27 (Taylor)
3. Spread Your Wings – 4:34 (Deacon)
4. Sleeping on the Sidewalk – 3:07 (May)
5. It's Late – 6:27 (May)
6. Rock it (Prime Jive) – 4:33 (Taylor)
7. Dead on Time – 3:23 (May)
8. Sail Away Sweet Sister (To The Sister I Never Had) – 3:33 (May)
9. Dragon Attack – 4:18 (May)
10. Action This Day – 3:34 (Taylor)
11. Put Out the Fire – 3:18 (May)
12. Staying Power – 4:12 (Mercury)
13. Jealousy – 3:13 (Mercury)
14. Battle Theme – 2:20 (May)